# 季戊四醇四(3-巯基丙酸)酯
季戊四醇四(3-巯基丙酸)酯是一种有机化合物，化学式为C17H28O8S4，它在室温时为液体。它是常见的硫醇单体，可以和烯烃反应（硫醇烯烃反应），得到聚合物。